# WWE ThemeAddict: The Music, Vol. 6
WWE ThemeAddict: The Music V6 è un album prodotto dalla WWE nel 2004 e che contiene le musiche d'entrata dei maggiori wrestler della federazione del periodo del 2004.
Tutte le tracce sono state scritte dal compositore Jim Johnston.

## Tracce
1. Evolution - Line in the Sand (Motörhead)
2. Carlito - Cool
3. Theodore Long - MacMilitant
4. Christian - Just Close Your Eyes (Waterproof Blonde)
5. Heidenreich - Dangerous Politics
6. RAW Diva Search Theme - Real Good Girl
7. Chavo Guerrero - Chavito Ardiente
8. The Undertaker - The Darkest Side (Remix)
9. Eugene - Child's Play
10. Victoria - Don't Mess With
11. Shelton Benjamin - Ain't No Stoppin' Me
12. Billy Kidman - You Can Run
13. SmackDown! Theme - Rise Up (Drowning Pool)
14. Gail Kim - International Woman
15. John "Bradshaw" Layfield - Longhorn
16. John Cena (featuring Tha Trademarc) - Untouchables